# Качурка мадерійська
Качурка мадерійська (Oceanodroma castro) — вид морських буревісникоподібних птахів родини качуркових (Hydrobatidae).

## Поширення
Вид поширений в Атлантичному і Тихому океанах. Гніздиться на островах Фарільяо-Гранде (за декілька десятків кілометрів від материкової частини Португалії), Азорських островах, Мадейрі, Канарах, Сан-Томе та Галапагоських островах. У 2018 році вперше спостерігалось гніздування на вулкані Мауна-Лоа на Гавайських островах.

## Опис
Тіло завдовжки 19–21 см, розмах крил - 43–46 см, вага - 44–49 г. Оперення коричнево-чорного кольору з білим нальотом. рижі білі. Криючі крила та хвіст чорні. Хвіст вилчастий, роздвоєний.

## Спосіб життя
Живе і харчується у відкритому морі. Полює на ракоподібних, невеликих рибок, головоногих і планктон. Розмножуватися починає у віці 4-5 років. Гніздиться численними колоніями. Гніздо облаштовує на голій скелі. У гнізді єдине біле яйце. Насиджують обидва батьки. Інкубація триває приблизно 38-42 дні.